# Sam Jacobs
Sam Joseph Gallip Jacobs (ur. 4 marca 1938 w Greenwood, Missouri) – amerykański duchowny katolicki, biskup Houmy-Thibodaux w latach 2003-2013.

## Życiorys
Dorastał w Lake Charles. Do kapłaństwa przygotowywał się w seminarium duchowym w Lafayette. W latach 1957–1964 studiował na Katolickim Uniwersytecie Ameryki. Święcenia kapłańskie otrzymał 6 czerwca 1964 z rąk biskupa pomocniczego Lafayette Warrena Boudreauxa. 29 stycznia 1980 inkardynowany do nowo utworzonej diecezji Lake Charles. Służył m.in. jako dyrektor ds. powołań i ojciec duchowny kleryków diecezji Lake Charles. 
1 lipca 1989 otrzymał nominację na biskupa diecezji Alexandria w płn. Luizjanie. Sakry udzielił mu metropolita Francis Schulte. 1 sierpnia 2003 mianowany ordynariuszem Houmy-Thibodaux, objął urząd 10 października 2003. 23 września 2013 papież Franciszek przyjął jego rezygnację złożoną ze względu na osiągnięcie wieku emerytalnego.